# NGC 5792
NGC 5792 је спирална галаксија у сазвежђу Вага која се налази на NGC листи објеката дубоког неба.
Деклинација објекта је - 1° 5' 25" а ректасцензија 14h 58m 22,6s. Привидна величина (магнитуда) објекта NGC 5792 износи 11,3 а фотографска магнитуда 12,1. Налази се на удаљености од 25,547 милиона парсека од Сунца. NGC 5792 је још познат и под ознакама UGC 9631, MCG 0-38-12, CGCG 20-38, IRAS 14557-0053, PGC 53499.